# Vespola similissima
Vespola similissima là một loài bướm đêm trong họ Noctuidae.